# Número de Taylor
En mecánica de fluidos. el Número de Taylor (Ta) es un número adimensional que caracteriza la importancia de las fuerzas centrífugas (fuerzas de inercia debidas a la rotación de un fluido alrededor de un eje vertical) respecto a las fuerzas viscosas.
El contexto típico del número de Taylor está en la caracterización del llamado flujo de Couette entre cilindros o esferas concéntricas en rotación. En el caso de un sistema que no está rotando uniformemente (flujo de Couette cilíndrico cuando el cilindro exterior está estacionario y el interior está rotando) las fuerzas de inercia tenderán a desestabilizar el sistema mientras que las fuerzas viscosas tenderán a estabilizarlo amortiguando las perturbaciones y la turbulencia.
Por otro lado en otros casos, el efecto de la rotación puede ser estabilizante. Así por ejemplo, en el caso de un flujo de Couette cilíndrico con discriminante positivo de Rayleigh no hay inestabilidades axisimétricas. Otro ejemplo es un cubo de agua que está rotando uniformemente; aquí el fluido está sujeto al teorema de Taylor-Proudman que afirma que pequeños movimientos tenderán a producir perturbaciones bidimensionales en el flujo rotacional. De todas formas, en este caso, los efectos de la rotación y la viscosidad generalmente se caracterizan mediante el número de Ekman y el número de Rossby.
Hay varias definiciones del número de Taylor que no son todas equivalentes. La más común es:
| Símbolo                       | Nombre                                                   | Unidad |
| ----------------------------- | -------------------------------------------------------- | ------ |
| {\displaystyle \mathrm {Ta} } | Número de Taylor                                         |        |
| {\displaystyle \nu }          | Viscosidad cinemática                                    | m2 / s |
| {\displaystyle \Omega }       | Velocidad angular característica                         | s-1    |
| {\displaystyle R}             | Longitud característica perpendicular al eje de rotación | m      |

En el caso de inestabilidades inerciales como el flujo de Taylor-Couette, el número de Taylor es matemáticamente análogo al número de Rayleigh que relaciona las fuerzas de flotación y las fuerzas viscosas en convección. Cuando las primeras superan a las segundas por encima de un ratio crítico se produce inestabilidad convectiva. De la misma forma, en varios sistemas y geometrías, cuando el número de Taylor supera un valor crítico se produce inestabilidad inercial, llamada inestabilidad de Taylor que da lugar a los vórtices de Taylor.
El número de Taylor se llama así en honor al físico británico Geoffrey Ingram Taylor (1886-1975).